# Allium alpinarii
Allium alpinarii — вид трав'янистих рослин родини амарилісові (Amaryllidaceae), ендемік південної Туреччини.

## Поширення
Ендемік південної Туреччини.